# طريق الملك عبد الله
طريق الملك عبد الله أحد الطرق الرئيسية لمدينة الرياض، ويجري حاليا مشروع ضخم لتطويره، يتضمن هذا المشروع حفر أنفاق جديدة ومد قطار كهربائي على طول الطريق، وقد انتهت في أواخر مايو 2011 المرحلة الأولى من تطوير طريق الملك عبد الله (من غرب تقاطعه مع طريق تركي الأول إلى شرق تقاطعه مع طريق الملك عبد العزيز)
يمتد الطريق باتجاهي الشرق والغرب، ويبدأ بتقاطع طريق الشيخ جابر الأحمد الصباح شرقا ويمتد بجهة الغرب إلى أن ينتهي في طريق الملك خالد ليبدأ امتدادا جديدا في محافظة عرقه باسم شارع الأمير مشعل بن عبد العزيز الذي يعتبر وصلة طريق الملك عبد الله إلى الطريق الدائري الغربي.

## معالم الطريق

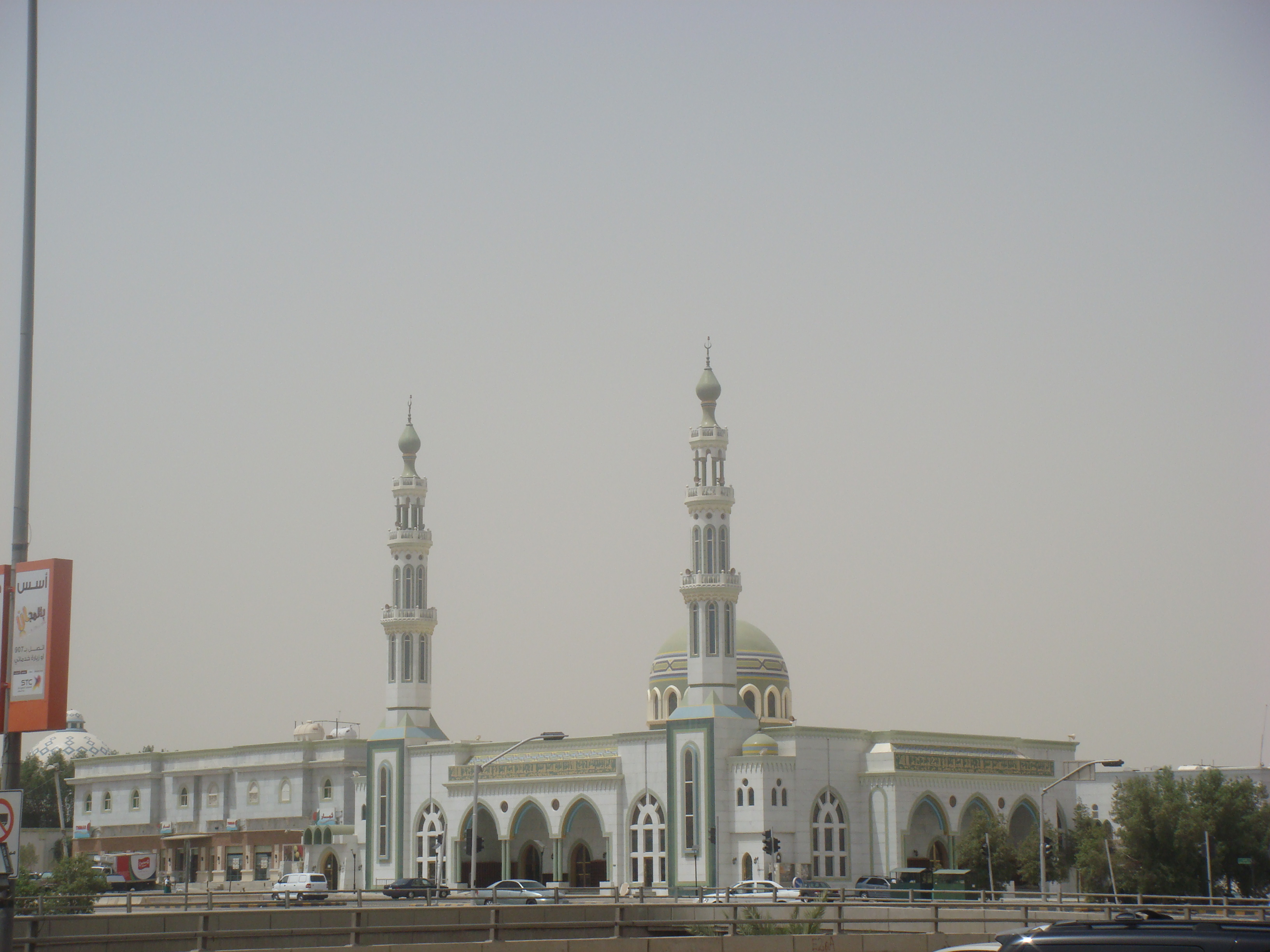
مسجد العويضة طريق الملك عبدالله

يضم الطريق العديد من المعالم مثل مركز معارض الرياض والممشى المقام على أحد أرصفته والعديد من الأسواق الكبرى بالرياض.

## تقاطعات الطريق
يتقاطع الطريق مع عدد من الطرق المهمة وهي مرتبة من الشرق إلى الغرب
- طريق الشيخ جابر الأحمد الصباح
- طريق خالد بن الوليد
- الطريق الدائري الشرقي
- طريق عثمان بن عفان
- تطوير طريق الملك عبداللهطريق أبي بكر الصديق

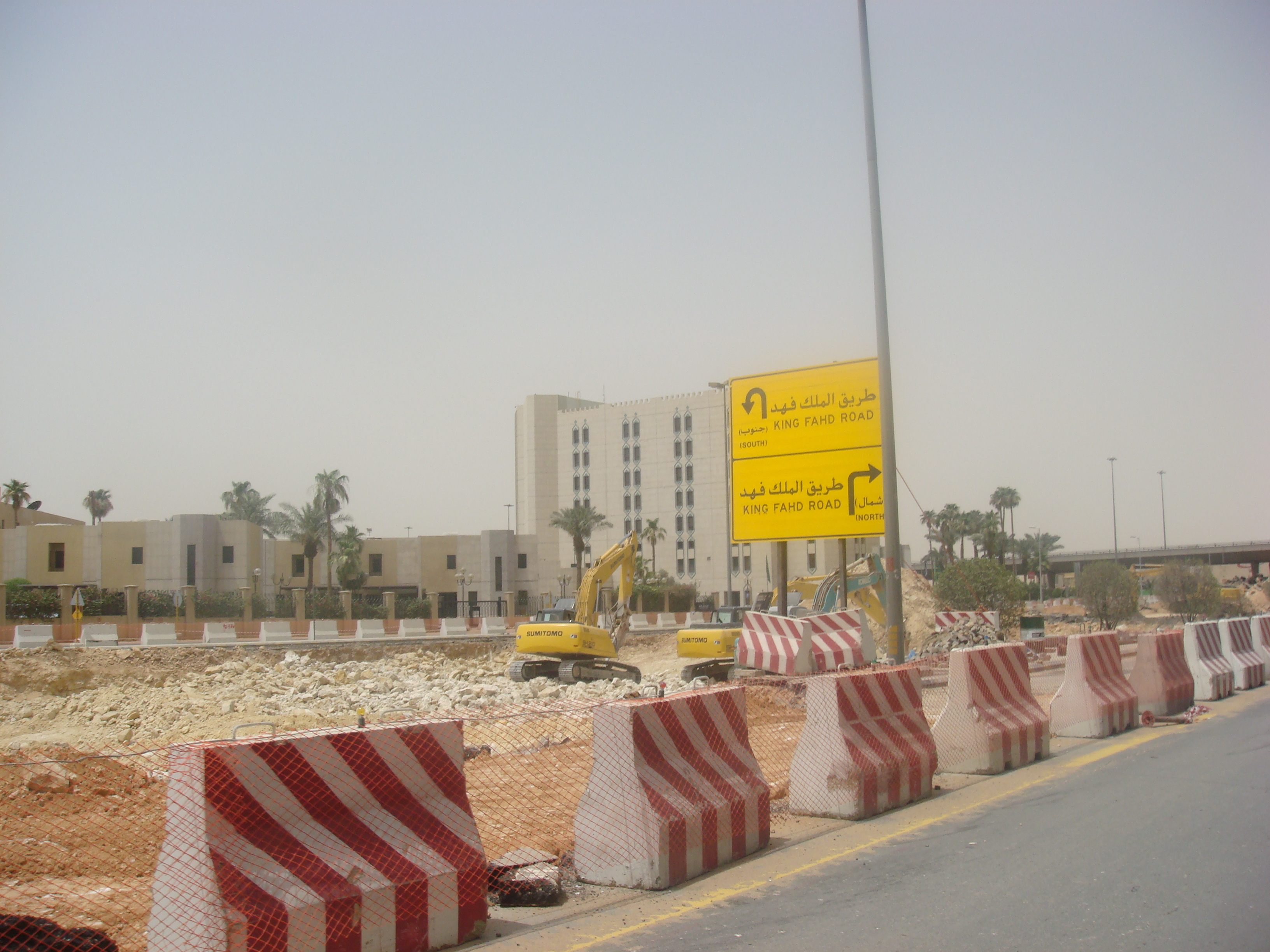
تطوير طريق الملك عبدالله

- طريق الملك عبد العزيز أو كما يطلق عليه طريق المطار القديم
- طريق العليا
- طريق الملك فهد
- طريق التخصصي
- طريق تركي الأول
- طريق الملك خالد
- شارع الأمير مشعل بن عبد العزيز